# 坂本千夏
坂本千夏（日语：／ Sakamoto Chika，1959年8月17日—），日本女性配音員。出身於東京都。身高154cm。B型血。
本名石原千夏（日语：／ Ishihara Chika）。ARTSVISION所屬，原屬東京俳優生活協同組合（以下簡稱俳協）。Theatre Echo附屬養成所出身。

## 來歷
畢業於搜真女學校中學部·高等學部。學生時代開始，就對聲優、歌手這兩項行業有興趣。然後以看了Theatre Echo的公演為契機加入養成所，後來因生活需求的問題被迫離開。此後以聲優為志願選擇加入俳協。
1981年，坂本以電視動畫《衝鋒勝平》（聲演夏香織）成為她的聲優出道作。翌年1982年的電視動畫《阿福》（聲演主角阿福）第一次主演。從此以後，坂本在《藍寶》（聲演主角藍寶）、《狗仔爺爺 (1987年版)》（聲演主角野良黑）等許多電視動畫頻繁主演。
1983年10月到1985年3月，坂本與同期的高橋美紀2人一起主持電台節目《動畫托比亞》。
1984年（ARTSVISION成立這年，坂本從俳協移籍的時期），坂本與同事務所的花清美、小粥洋子（現藝名日比野朱里）組成3人歌唱組合開始歌唱活動。1989年，坂本另外與伊倉一惠、神代知衣組成「GALLOP」，時隔20多年之後，2011年4月舉辦GALLOP的復活演唱會。從此以後，每隔2年舉辦演唱會。

## 人物
坂本自出道以來，主要為動物或小孩配音。她在高中時期開始，上音樂學校YAMAHA學習當歌手。因此出道後也擔任過《夢回綠園》、《藍寶》、《阿福》等動畫主題歌曲的主唱。
目前，坂本以所屬事務所ARTSVISION的旗下聲優培訓學校，日本播音演技研究所擔任講師全力栽培後進新人為主業，其中內田真禮是她門下的學生。
業界好友有戶田惠子、伊倉一惠、神代知衣等人。
興趣、特長：華道、料理、音樂鑑賞、潛水、殺陣。

## 演出
粗體字表示主要角色

### 電視動畫
1981年
- 衝鋒勝平（日语：ダッシュ勝平）（夏香織）

1982年
- 怪物小王子 (1980年版)
- 手塚治虫的吸血鬼在日本（學生B、學生C）
- 阿福（日语：フクちゃん）（阿福）

1983年
- 頂尖超人（日语：イタダキマン）（龍子）
- 機甲創世記（瑪裘妲）
- 貓眼三姊妹（來生愛）
- 停止!! 雲雀（片桐〈麻雀的朋友〉）
- 足球小將翼 (昭和版)（中澤早苗〈大姊頭〉、瀧一〈小學篇〉）
- 超時空世紀歐卡斯（莉亞）
- 青春野球部Nine（日语：ナイン (漫画)）（安田雪美）
- 青春野球部Nine 2 戀人宣言（安田雪美）
- 咪姆多彩夢幻之旅（光男、歐姆）

1984年
- 新好小子（日语：あした天気になあれ）（攻三[12]）
- 福星小子（じんじゃあ）
- 超攻速加爾比昂（日语：超攻速ガルビオン）（雷米）
- 青春野球部Nine 完結篇（安田雪美）
- 藍寶（日语：らんぽう）（藍寶）

1985年
- 蒼之流星SPT雷茲納（巴荻）
- 機動戰士Z鋼彈（辛塔）
- 莎拉公主（彼得、琳達）
- 星空鐵衛（吉米）
- 忍者戰士飛影（莉普塔）
- 嘿！奔奔（肯）

1986年
- 機動戰士鋼彈ZZ（辛塔）
- 銀牙 -流星 銀-（大輔）
- 鬼太郎 (第3作)（健太、小和尚）
- 青春動畫全集（日语：青春アニメ全集）（阿吉、緬甸少年）
- 高校！奇面組（日语：ハイスクール!奇面組）（音成久子）
- Bug甜心（日语：Bugってハニー）
- 天威勇士 克羅諾斯的大逆襲（ジギー）
- 魔法偶像粉彩筆由美（日语：魔法のアイドルパステルユーミ）（三澤健太）
- 相聚一刻（一之瀨賢太郎）
- 機器人阿丁 (1986年版)（日语：ロボタン）（波奇）

1987年
- 愛的小婦人物語（湯姆·布魯克）
- 甜蜜公主（捨棄丸）
- 宇宙船人馬座（日语：宇宙船サジタリウス）（特拉、阿薩姆）
- 超能力魔美（健太）
- 橙路（春日一彌）
- 肥牛牛布斯（豬）
- 城市獵人（離家女孩、堀越詩惠美、Agnes會員、鷲尾次郎）
- 褞袍超人（咳嗽鬼）
- 狗仔爺爺 (1987年版)（日语：のらくろクン）（野良黑）

1988年
- 美味大挑戰（矢崎悟）
- 小松君 (1988年版)（タマボー）
- 城市獵人2（森村 櫻）
- 麵包超人（1988年—，炸蝦飯人、白蕪菁婆婆、小河馬的媽媽〈第2代〉、三日月人〈第2代〉、冰棒人〈第2代〉、金針菇代〈第2代〉、小雪人的母親〈第2代〉、糖果公主〈初代〉 等）
- 超音戰士Borgman（六月）
- 鬥將！！拉麵男（擔麵）
- 鐵拳小子（日语：鉄拳チンミ）（陳敏[13]）
- 你好，我叫敦子（日语：ハーイあっこです）（坂本太郎）
- 甜蜜小天使 (1988年版)（明、增田健太）

1989年
- 寶馬神童（日语：青いブリンク）（托比、漢斯）
- 昆蟲物語 孤兒哈奇 (重製版)（日语：昆虫物語 みなしごハッチ）
- 森林大帝 (1989年版)（麥耶）
- 少棒小魔投（新城童夢）
- 亂馬½ 熱鬥篇

1990年
- 幸福的三丁目（日语：三丁目の夕日）（三浦雄一郎 等）
- （炸蝦飯人）
- 快樂的嚕嚕米一家（是蟲：TTU）
- 我是鶴姬！（日语：つる姫じゃ〜っ!）（鶴姫）
- 平成天才妙老爹（日语：平成天才バカボン）（小初[14]）
- 夠了！阿太郎 (1990年版)（日语：もーれつア太郎）（凸七）

1991年
- 動畫秘密花園（瑪莎·菲比·索爾比、安妮·索爾比）
- 少年劍道王直角（石垣直角[15]）
- 巧克力赫力（日语：おばけのホーリー）（塔瓦辛）
- 少年阿貝（日语：少年アシベ）（蘆屋阿貝）
- 小小妖怪阿奇、柯奇、索奇（エッちゃん）
- 鬥球兒彈平（黑岩龍也）
- 魔法公主 明琪桃子 擁抱夢想（日语：魔法のプリンセス ミンキーモモ）（雅麗珊）

1992年
- 人小鬼大（大山太志）
- 少年阿貝2（蘆屋阿貝）
- 花的魔法使瑪麗貝爾（坦巴林[16]）
- 夢幻冒險 長靴貓的冒險（皮爾）
- 超時空保姆（茱麗葉·維多利）
- 幻影真帆（日语：まぼちゃん旅行記）（幻夢夢子）

1993年
- 貓狗寵物街 (第1期)（小虎）
- 蜜柑繪日記（吉莉）
- 家有賤龍（五更[17]、世之助）

1994年
- 貓狗寵物街 (第2期)（小虎）

1995年
- 可愛巧虎島（湯米）
- 十二生肖爆烈戰士（爆丸）
- 夢幻遊戲（柳宿）

1996年
- 天才寶貝（榎木實、玉館時男）
- 靈異教師神眉（雪眉）
- 鋼鐵神兵（庫亞多羅〈少年時代〉）
- 美少女戰士Sailor Stars（夜天光〈水手明星夜天光〉）
- YAT安心！宇宙旅行（日语：YAT安心!宇宙旅行）（次郎）

1997年
- 大盜五右衛門（日语：アニメがんばれゴエモン）（佐助）
- 麵包超人（小象弟弟）
- 中華一番！（四郎[18]）
- 神奇寶貝（老奶奶）

1998年
- 快樂快樂可樂鈴（日语：コロコロクリリン）（可樂鈴）
- 怪博士與機器娃娃 (1997年版)（大便、叢林少年）
- 神奇寶貝（麥可、衝浪皮卡丘）
- YAT安心！宇宙旅行 (第2期)（泰利）

1999年
- 金田一少年之事件簿（太刀川都）
- 快樂小丸日記（噗噗、鱷魚先生的媽媽）
- 霹靂酷樂貓（酷樂[19]）
- 微星小超人（日语：小さな巨人ミクロマン）（葛雷）
- 數碼寶貝大冒險（亞古獸、高石奈津子、黑球獸、滾球獸、暴龍獸、機械暴龍獸、戰鬥暴龍獸、蝌蚪獸、丁哥）

2000年
- Kitty樂園GOLD（日语：キティズパラダイス）（可樂鈴）
- 麵包超人（小塔、市長夫人）
- 數碼寶貝大冒險02（亞古獸、高石奈津子、暴龍獸、機械暴龍獸、戰鬥暴龍獸）
- 警車奇戀（日语：ピポパポパトルくん）（警車）

2001年
- 功夫小食神（幕之內膳）
- 激鬥戰車（迅京介、織座美紀子）
- 通靈王（亞倫）
- AIBO動畫 畢洛波（ラパ君）

2002年
- 真·女神轉生 惡魔之子 光之書&闇之書（阿茲勒2世）
- 麵包超人（小樹）
- 貝可拉（日语：ペコラ）（狐吉）

2003年
- 妮嘉尋親記（尚）
- 原子小金剛 (2003年版)（格農）
- 機甲露寶（利基）
- 人間交叉點（津津井茂）
- 魔法使的條件（寺尾康之）
- 坦克王（瑪爾可）
- 魔法咪路咪路（奇克）

2004年
- 光之美少女（小熊）
- MONSTER（馬丁少年）

2005年
- Gallery Fake（日语：ギャラリーフェイク）（瑪黎林）
- 麵包超人（酸梅婆婆〈第2代〉）
- 數碼寶貝X進化（戰鬥暴龍獸X）
- 怪醫黑傑克（權太、少年）
- 雪之女王（艾瑞克）

2006年
- 新鮮釀造音樂劇 練馬蘿蔔兄弟（日语：練馬大根ブラザーズ）（極）
- 捉猴啦 ～On Air～（斯貝達[20]、庫塔[20]、記者）
- 飛天小女警Z(呱呱)

2007年
- 捉猴啦 ～On Air 2nd～（斯貝達、庫塔）
- 麵包超人（白蘿蔔婆婆）
- DARKER THAN BLACK -黑之契約者-（大山美鈴）
- D.Gray-man（潔西卡）
- 藍龍（通特）
- 名偵探柯南（柱谷巧）

2008年
- 波菲的漫長旅程（伊爾瑪）
- 野良耳（日语：のらみみ）
- 魍魎之匣（安和寅吉）

2009年
- 麵包超人 加油奶油麵包小弟！聖誕節大冒險（小象弟弟）

2010年
- 數碼寶貝合體戰爭（高吼獸／高吼獸X2／高吼獸X2 PLUS／高吼獸X3／高吼獸X4／高吼獸X4K／高吼獸X4B／高吼獸X5）
- Heartcatch 光之美少女！（花咲薰子／花朵天使）

2011年
- 數碼寶貝合體戰爭 邪惡的死亡指揮官與七個王國（高吼獸／奧米加高吼獸／高吼獸DX／高吼獸X7）
- 數碼寶貝合體戰爭 穿越時空的少年獵人們（高吼獸／奧米加高吼獸）
- 決鬥大師Cross Shock（庫克·波隆）
- 哆啦A夢 (水田山葵版)（ワニー、荒谷一郎）
- 名偵探柯南（出川厚子）

2012年
- 人類衰退之後（妖精）
- 數碼寶貝合體戰爭（亞古獸、戰鬥暴龍獸）

2013年
- 團地友夫（木下哲子[21]、烏鴉）
- 美食獵人TORIKO（千代）

2014年
- 團地友夫（野口）

2015年
- 怪盜Joker（小八的母親）
- ONE PIECE 薩波特別篇 ～3兄弟的羈絆 奇跡的再會和被繼承的意志～（史泰利）

2016年
- 龍族拼圖X（德比[22]、黑德比）
- JoJo的奇妙冒險 不滅鑽石（大柳賢）

2017年
- 麵包超人（〈第7、10代〉）
- 海螺小姐（海斗）
- 數碼暴龍宇宙 應用怪獸（亞古獸[23]）
- 名偵探柯南（吉本花）
- 鬼燈的冷徹 第貳期（樒）

2018年
- 深夜！天才妙老爹（日语：深夜!天才バカボン）（吉田）

2020年
- 怕痛的我，把防禦力點滿就對了（管理者C）
- 數碼寶貝大冒險：（亞古獸[24]、暴龙兽、机械暴龙兽、机械邪龙兽、战斗暴龙兽、电光暴龙兽、奥米加兽、奥米加兽Alter- S）

### 電影動畫
1983年
- 宇宙戰艦大和號 完結篇（島次郎）
- 劇場版 青春野球部Nine（日语：ナイン (漫画)）（安田雪美）

1984年
- 風之谷（少年）

1985年
- 銀河鐵道之夜（卡帕涅拉）

1987年
- 高爾夫球手猿：甲賀秘境！影之忍法高爾夫晉見！（日语：プロゴルファー猿）（托比丸）

1988年
- 龍貓（草壁梅伊[25]）

1989年
- 麵包超人：亮晶晶星的眼淚（日语：それいけ!アンパンマン キラキラ星の涙）（炸蝦飯人）
- 魔女宅急便（嬰兒）

1990年
- 麵包超人：細菌人大反攻（日语：それいけ!アンパンマン ばいきんまんの逆襲）（炸蝦飯人）

1991年
- 麵包超人：紅精靈的心跳月曆（日语：それいけ!アンパンマン とべ! とべ! ちびごん）（炸蝦飯人）

1992年
- 麵包超人：積木城的秘密（日语：それいけ!アンパンマン つみき城のひみつ）（炸蝦飯人）
- 麵包超人：麵包超人與愉快的夥伴們（日语：それいけ!アンパンマン つみき城のひみつ#それいけ!アンパンマン アンパンマンとゆかいな仲間たち）（炸蝦飯人）
- 拯救地球吧！夥伴們 奇比貓湯姆的大冒險（日语：ちびねこトムの大冒険）（琪奇）[注 1]
- 花的魔法使瑪麗貝爾：鳳凰的鑰匙（坦巴林）

1993年
- 星星的軌道（日语：お星さまのレール）（美子）
- 麵包超人：恐龍諾西歷險記（日语：それいけ!アンパンマン 恐竜ノッシーの大冒険）（炸蝦飯人）

1994年
- 麵包超人：莉莉卡與魔幻魔法學校（日语：それいけ!アンパンマン リリカル☆マジカルまほうの学校）（炸蝦飯人）
- 麵包超人：大家集合！麵包超人世界（日语：それいけ!アンパンマン リリカル☆マジカルまほうの学校#それいけ!アンパンマン みんな集まれ! アンパンマンワールド）（炸蝦飯人）

1995年
- 美少女戰士SuperS：夢想黑洞的奇蹟（佩魯魯）

1996年
- （艾莉）
- 麵包超人：飛行繪本與玻璃鞋（日语：それいけ!アンパンマン 空とぶ絵本とガラスの靴）（炸蝦飯人）

1997年
- 機關車先生（日语：機関車先生）（西本修平）
- 麵包超人：彩虹金字塔（日语：それいけ!アンパンマン 虹のピラミッド）（炸蝦飯人、小象弟弟）

1998年
- 麵包超人：將雙手舉向太陽（日语：それいけ!アンパンマン てのひらを太陽に）（小象弟弟）

1999年
- 史萊姆冒險記 ～海邊耶，耶～（日语：スライム冒険記）
- 麵包超人：當勇氣之花朵綻放時（日语：それいけ!アンパンマン 勇気の花がひらくとき）（小象弟弟）
- 麵包超人：麵包超人與開心的夥伴們（日语：それいけ!アンパンマン 勇気の花がひらくとき#それいけ!アンパンマン アンパンマンとたのしい仲間たち）（炸蝦飯人、酸梅婆婆）
- 劇場版 數碼寶貝大冒險（滾球獸／亞古獸／暴龍獸）

2000年
- 麵包超人：人魚公主的眼淚（日语：それいけ!アンパンマン 人魚姫のなみだ）（小象弟弟）
- 數碼寶貝大冒險：我們的戰爭遊戲！（滾球獸／暴龍獸／戰鬥暴龍獸）
- 數碼寶貝大冒險3D：數碼大獎賽！（滾球獸）

2001年
- 麵包超人：垃圾獸之星（日语：それいけ!アンパンマン ゴミラの星）（炸蝦飯人、小象弟弟）
- 數碼寶貝大冒險02：超惡魔獸的逆襲（亞古獸）
- 數碼寶貝03馴獸師之王：冒險者的戰鬥（奧米加獸）

2002年
- （辰夫[26]）
- 激鬥戰車：卡爾邦的挑戰（迅京介）
- 麵包超人：螺旋與夢拉浮雲城的秘密（日语：それいけ!アンパンマン ロールとローラ うきぐも城のひみつ）（小象弟弟）
- 麵包超人：鐵火卷妹妹與金色什錦鍋飯人（日语：それいけ!アンパンマン ロールとローラ うきぐも城のひみつ#それいけ!アンパンマン 鉄火のマキちゃんと金のかまめしどん）（炸蝦飯人）

2003年
- 麵包超人：紅寶的願望（日语：それいけ!アンパンマン ルビーの願い）（小象弟弟）

2004年
- 麵包超人：夢貓王國的喵咪（日语：それいけ!アンパンマン 夢猫の国のニャニイ）（小象弟弟、舔舔人）
- 麵包超人：月湖與白玉 ～心跳共舞～（日语：それいけ!アンパンマン 夢猫の国のニャニイ#それいけ!アンパンマン つきことしらたま〜ときめきダンシング〜）（舔舔人）

2005年
- 麵包超人：哈比的大冒險（日语：それいけ!アンパンマン ハピーの大冒険）（小象弟弟）

2006年
- 麵包超人：生命之星朵莉（日语：それいけ!アンパンマン いのちの星のドーリィ）（炸蝦飯人、小象弟弟）
- 麵包超人：藍精靈與藍色眼淚（日语：それいけ!アンパンマン いのちの星のドーリィ#それいけ!アンパンマン コキンちゃんとあおいなみだ）（炸蝦飯人）

2007年
- 麵包超人：玻露的泡泡球（小象弟弟）
- 麵包超人：骷髏人與骷髏骷髏子（炸蝦飯人）

2008年
- 麵包超人：妖精琳琳的秘密（炸蝦飯人、小象弟弟）
- （炸蝦飯人、小象弟弟）

2009年
- 劇場版 FRESH光之美少女！玩具王國有很多秘密!?（泰迪熊）
- 麵包超人：達旦旦和雙子星（日语：それいけ!アンパンマン だだんだんとふたごの星）（小象弟弟）
- 麵包超人：細菌人vs細菌人!?（日语：それいけ!アンパンマン だだんだんとふたごの星#それいけ!アンパンマン ばいきんまんvsバイキンマン!?）（小象弟弟、四角垃圾機器人）

2010年
- 劇場版 HeartCatch 光之美少女！超級時尚秀在花之都…真的嗎!?（花咲薫子）
- 麵包超人：黑鼻子與魔法之歌（日语：それいけ!アンパンマン ブラックノーズと魔法の歌）（炸蝦飯人、小象弟弟）
- 麵包超人：跑吧！興奮的麵包超人盃（日语：それいけ!アンパンマン ブラックノーズと魔法の歌#それいけ!アンパンマン はしれ!わくわくアンパンマングランプリ）（炸蝦飯人、小象弟弟）

2011年
- 麵包超人：可可林與奇跡之星大救援（日语：それいけ!アンパンマン すくえ! ココリンと奇跡の星）（小象弟弟）

2012年
- 麵包超人：復活吧香蕉島（小象弟弟）
- 第24部副篇：節奏遊戲 麵包超人與不可思議的遮陽傘（小象弟弟）

2013年
- 劇場版 光之美少女 All Stars New Stage2：心之朋友（影）
- 麵包超人：跳躍吧！希望的手绢（日语：それいけ!アンパンマン とばせ! 希望のハンカチ）（小象弟弟、酸梅婆婆）
- （小象弟弟）

2014年
- 麵包超人：蘋果小子和大家的願望（日语：それいけ!アンパンマン りんごぼうやとみんなの願い）（小象弟弟）
- （小象弟弟）
- 哆啦A夢：新·大雄的大魔境 ～柏高與5人之探險隊～（奇波）

2015年
- 麵包超人：咪嘉和魔法神燈（日语：それいけ!アンパンマン ミージャと魔法のランプ）（小象弟弟）
- 麵包超人：跟著節奏唱歌吧！麵包超人夏祭（日语：それいけ!アンパンマン ミージャと魔法のランプ）（炸蝦飯人）
- 數碼暴龍大冒險tri. 第1章「再會」（亞古獸[27]）

2016年
- 麵包超人：玩具之星的南達與倫妲（日语：それいけ!アンパンマン おもちゃの星のナンダとルンダ）（小象弟弟）
- 數碼暴龍大冒險tri. 第2章「決意」（亞古獸）
- 數碼暴龍大冒險tri. 第3章「告白」（亞古獸）
- ONE PIECE FILM GOLD（利卡[28]）

2017年
- 麵包超人：布魯布魯的尋寶大冒險！（日语：それいけ!アンパンマン ブルブルの宝探し大冒険!）（小象弟弟）
- 數碼暴龍大冒險tri. 第4章「喪失」（亞古獸）
- 數碼暴龍大冒險tri. 第5章「共生」（亞古獸）

2018年
- 數碼暴龍大冒險tri. 第6章「我們的未來」（亞古獸）
- 麵包超人：閃耀吧！庫倫與生命之星（日语：それいけ!アンパンマン かがやけ!クルンといのちの星）（小象弟弟）

2019年
- 劇場版 城市獵人：新宿PRIVATE EYES（來生愛[29]）
- 淘氣貓 喵喵三丁目：圓圓與不可思議的石像（阿虎[30]）
- 麵包超人：閃爍吧！冰之國的香草公主（日语：それいけ!アンパンマン きらめけ!アイスの国のバニラ姫）（小象弟弟、冰棒人）

2020年
- 數碼寶貝大冒險：最後的進化 絆（亞古獸[31]）

2023年
- 劇場版城市獵人 天使之淚（來生愛[32]）

2025年
- 蠟筆小新：超華麗！灼熱的春日部舞者（ラーテル[33]）

### OVA
1984年
- BIRTH（日语：BIRTH (OVA)）

1985年
- 戰區88（風間真〈少年時期〉）
- 幻夢戰記蕾達（ヨニ）
- Love Position 排球傳說（日语：ラブ・ポジション ハレー伝説）（少年[34]）

1986年
- 無限地帶23 PARTII 告訴我你·的·秘·密（丹比）
- 夢次元獵人芳朵拉 PART III Phants篇（日语：夢次元ハンターファンドラ）（GK）

1987年
- THE 武士（日语：ザ・サムライ#OVA版）（土岐明）

1988年
- 墮落時空冒險（日语：ズッコケ三人組#『ズッコケ時空冒険』）（八平〈八谷良平〉）

1989年
- 朱鷺色怪魔（日语：朱鷺色怪魔）（月村香穗）

1990年
- 奧特曼塗鴉 歡迎來到奧特曼國度！（日语：ウルトラマングラフィティ おいでよ!ウルトラの国）（木乃伊人、紅王、М1號、岩漿星人、子、堤普星人、超人力霸王雷歐、超人力霸王的母親）
- 天外魔境 Ziria 自來也朧變

1991年
- 夢回綠園（如月瞬）
- 超級瑪利歐世界 瑪利歐與耀西的冒險樂園（耀西）
- 含羞草（田中知香）

1993年
- Hello Kitty的夢賊（ばくばく）

1994年
- I·R·I·A ZEIRAM THE ANIMATION（日语：I・R・I・A ZEIRAM THE ANIMATION）（柯米瑪莎）

1996年
- 夢幻遊戲（柳宿、夕城美朱的母親）

1997年
- 鋼鐵神兵NEO（庫亞多羅〈少年時代〉）
- 夢幻遊戲 第二部（鳳綺）

2004年
- 紫陽花之歌（日语：あじさいの唄）（栗之助）

2010年
- 福星小子 障礙物游泳大會（日语：うる星やつら ザ・障害物水泳大会）
- 三麗鷗世界名作劇場「快樂快樂可樂鈴的鄉下老鼠與城市老鼠」（可樂鈴）

### 遊戲
1994年
- 足球小將翼（中澤早苗）[注 2]
- 初戀物語（園田）

1995年
- 亞克傳承（波可·艾·梅爾維爾）

1996年
- 亞克傳承II（波可·艾·梅爾維爾）
- 快打旋風EX（日语：ストリートファイターEX）（普鲁姆·普魯娜）
- 美少女戰士Sailor Stars 輕飄飄的恐慌2（日语：美少女戦士セーラームーン (ゲーム)）（夜天光〈水手明星夜天光〉）
- 洛克人8 金屬英雄們（小丑人、水人）

1997年
- 冒險奇譚（蜜妲）
- 快打旋風EX plus（普鲁姆·普魯娜）
- 快打旋風EX plus α（普鲁姆·普魯娜）
- 天外魔境 第四默示錄（日语：天外魔境 第四の黙示録）（都來）

1998年
- AZITO2（松本智惠美）

1999年
- 大盜五右衛門 雙六之魂（日语：ゴエモン もののけ双六）（佐助、雷鳴娘）
- 捉猴啦（斯貝達）
- 快打旋風EX2 PLUS（普鲁姆·普魯娜）

2000年
- 快打旋風EX3（普鲁姆·普魯娜）
- 大盜五右衛門 冒險時代活劇（日语：冒険時代活劇ゴエモン）（佐助）

2001年
- 大盜五右衛門 大江戶大回轉（日语：がんばれゴエモン〜大江戸大回転〜）（佐助）
- 莎木II（李桂香）
- 玉繭物語2（日语：玉繭物語2 〜滅びの蟲〜）（卡夫）
- 數碼寶貝03馴獸師之王 Battle Evolution（日语：デジモンテイマーズ バトルエボリューション）（亞古獸）

2002年
- GACHA ROKU（日语：ガチャろく）（由香）
- 歸來的霹靂酷樂貓（酷樂）
- 捉猴啦2（斯貝達）
- 超級機器人大戰IMPACT（日语：スーパーロボット大戦IMPACT）（神勝平）

2003年
- GACHA ROKU 2 ～這時候來環遊世界吧!!～（由香）

2004年
- 三麗鷗 超級微小的公園（可樂鈴）
- 數碼寶貝格鬥編年史（亞古獸、黑暗亞古獸）

2005年
- 大盜五右衛門 大江戶天狗歸來之卷（日语：がんばれゴエモン 東海道中 大江戸天狗り返しの巻）（佐助）
- 捉猴啦3（斯貝達）

2008年
- 超級機器人大戰A 攜帶版（神勝平）
- 超級機器人大戰Z（神勝平、莉亞）

2010年
- 王國之心 夢中降生（杜兒、路兒和輝兒（英语：Huey, Dewey, and Louie））
- 數碼寶貝合體戰爭 超數碼大戰（日语：デジモンクロスウォーズ　超デジカ大戦）（高吼獸）

2011年
- 第2次超級機器人大戰Z 破界篇 / 再世篇（神勝平）

2013年
- 數碼寶貝大冒險（亞古獸[35]）
- 美食獵人TORIKO 超美食大戰！（日语：トリコ グルメガバトル!）（千代）
- PlayStation全明星大亂鬥（斯貝達）

2015年
- 第3次超級機器人大戰Z 天獄篇（神勝平）
- 數碼寶貝物語 網路偵探（亞古獸[36]）

2016年
- 數碼寶貝 -next 0rder-（日语：デジモンワールド -next 0rder-）（亞古獸、高吼獸）

2017年
- 超級機器人大戰V（神勝平）

2018年
- 數碼寶貝ReArise（亞古獸）

### 外語配音

#### 電影
- 蹺家的一夜（英语：Adventures in Babysitting）（莎拉·安德森〈瑪亞·布魯頓（英语：Maia Brewton）〉）
- 終極天將（英语：The Adventures of Baron Munchausen）（莎莉·索爾特〈莎拉·波莉〉）※富士電視台版。
- 回到未來（珍妮佛·帕克〈克勞蒂亞·威爾斯（英语：Claudia Wells）〉）※富士電視台版。
- 回到未來II（史派克）※朝日電視台版。
- 聖誕壞公公（英语：Bad Santa）（蘇曼·梅曼〈布瑞特·凱利（英语：Brett Kelly (actor)）〉）
- 飛進未來（比利〈傑瑞德·魯希頓（英语：Jared Rushton）〉）※東京電視台版。
- 藍色霹靂號 ※朝日電視台版。
- 花心大少闖情關（英语：Boomerang (1992 film)） ※富士電視台版。
- 街區男孩（英语：Boyz n the Hood）（10歲時的特雷·史泰爾）
- 煉獄（英语：The Burning (film)）（老虎）※富士電視台版[注 3]。
- 籠中獵物 (1991年電影)（Louise〈Isabel Libossart〉）※東京電視台版。
- 彩色響尾蛇（英语：Colors (film)）（費利佩、女3）※朝日電視台版。
- 倒數追擊（日语：名犬ラッシー/宇宙は近いぞ、ラッシー!）（Danny Baker）
- 龍族戰神（Sarah〈Rochelle Davis〉）※影碟版。
- 天雷地火（Nady Simmons〈Deborah Richter〉）※朝日電視台版。
- 爸爸（Sam Watson〈馬修·勞倫斯〉）※東京電視台版。
- 第五惑星（英语：Enemy Mine (film)）（Zammis〈Bumper Robinson〉）
- 全民公敵（Rachel F. Banks〈Lisa Bonet〉）※VHS、DVD版。
- 大家都說我愛你（英语：Everybody Says I Love You）（Lane Dandridge〈Gaby Hoffmann〉）
- 瘋狂終結者（Sarah〈Lana McKissack〉）
- 威鯨闖天關2（英语：Free Willy 2: The Adventure Home）（Elvis〈Francis Capra〉）※朝日電視台版。
- 朋友 ※DVD（標準語）版。
- 七寶奇謀（Lawrence "Chunk" Cohen〈Jeff Cohen〉）※TBS、新BD版。
- 油脂（Jan〈Jamie Donnelly〉）※朝日電視台版。
- 小精靈（Pete Fountaine〈Corey Feldman〉）※朝日電視台版。
- 哈利·波特：消失的密室（Moaning Myrtle〈Shirley Henderson〉[37]）
- 哈利·波特：火盃的考驗（Moaning Myrtle〈Shirley Henderson〉）
- 殭屍小子系列（小黑〈陳子強〉）
- 小鬼當家（Mitch Murphy〈Jeffrey Wiseman〉）※影碟版。
- 逃出魔幻紀（少年時期的Alan Parrish〈Adam Hann-Byrd〉）※富士電視台版[注 4]。
- 好小子 (1986年電影)（成龍〈左孝虎〉）※日本電視台版。
- 醉拳II（阿芳〈何永芳〉）※富士電視台版。
- 衝鋒飛車隊續集 ※富士電視台版。
- 糊塗福星闖倫敦（英语：The Man Who Knew Too Little）（Lori〈瓊妮·威利〉）
- McKee and Mac（Jonathan〈Stephen Andrade〉）
- 密西西比在燃燒 ※朝日電視台版。
- 碰碰猴（英语：Monkeybone）（Kimmy Miley〈Megan Mullally〉）
- 酸甜苦辣母女會（英语：Only When I Laugh (film)） ※朝日電視台版。
- 天生好手（英语：The Natural (film)）（鮑比·薩沃伊〈喬治·威爾科斯〉）※朝日電視台版。
- 惡夜血吻（英语：Near Dark）（Homer〈Joshua John Miller〉）※東京電視台版[注 3]。
- 九條命（英语：Nine Lives (2005 film)）（Holly〈Lisa Gay Hamilton〉）
- 孤雛淚（Artful Dodger〈Jack Wild〉）※東京電視台版。
- 美國往事（少年時期的Patsy〈Brian Bloom〉）※VHS版。
- 鬼哭神號3（英语：Poltergeist III） ※TBS版。
- 辣妹青春（英语：Riding in Cars with Boys）（11歲的Bev Donofrio〈Mika Boorem〉）
- 機器戰警 (1987年電影)（James "Jimmy" Murphy）※朝日電視台版。
- 洛基4：天下無敵（Rocky Jr.〈Rocky Krakoff〉）※TBS版。
- 金臂小子（英语：Rookie of the Year (film)）（Clark〈Robert Hy Gorman〉）
- 七對佳偶（英语：Seven Brides for Seven Brothers）（露絲·傑普森〈露塔·基爾莫尼斯〉）※NHK BS1版。
- 眉飛色舞（英语：Salsa (1988 film)）（Evita、工作夥伴）
- 驚逢敵手（英语：Steal Big Steal Little）（Julian〈Ramon Gonzalez〉）
- 三個願望（英语：Three Wishes (film)） ※VHS版。
- 雷霆之心（英语：Thunderheart）（Patrick Smash〈Bruce Cook〉）※VHS、DVD版。
- 烽火驚爆線（英语：Welcome to Sarajevo）（Emira〈Emira Nušević〉）
- 威探闖通關（崔弟、貝蒂娃娃）

#### 電視影集
- 神探可倫坡（湯米〈麥可·巴考爾（英语：Michael Bacall）〉）
- 荒野女醫情（英语：Dr. Quinn, Medicine Woman）（安東尼〈布倫登·傑佛遜（英语：Brenden Jefferson）〉）
- 親情紐帶（珍妮弗·基頓〈蒂娜·約瑟斯（英语：Tina Yothers）〉）※VHS版。
- 布偶奇遇記（英语：Fraggle Rock）（小紅布偶〈卡倫·普雷爾（英语：Karen Prell）〉）
- 歡樂滿屋（D·J·坦納〈肯蒂絲·卡麥蓉·佈雷（英语：Candace Cameron Bure）〉）
- 歡樂再滿屋（英语：Fuller House (TV series)）（D·J·坦納〈肯蒂絲·卡麥蓉·佈雷〉）
- 吉姆·亨森時間（英语：The Jim Henson Hour）（維琪）
- 花姐貴姓（黛娜〈梅麗莎·麥卡西〉）

#### 動畫
- 101忠狗（幸運）
- 阿拉丁（光之精靈）
- 安潔拉·安娜康妲（英语：Angela Anaconda）（約翰尼·阿巴蒂）
- 小蟻雄兵（阿茲台克〈珍妮弗·洛佩兹〉）
- The Cobi Troupe（西班牙语：The Cobi Troupe）（高比）※NHK版。
- 愛探險的朵拉（朵拉·馬爾克斯）※BS富士版。
- 唐老鴨俱樂部（杜兒、路兒和輝兒（英语：Huey, Dewey, and Louie））
  - 唐老鴨俱樂部 the Movie 失落的神燈（英语：DuckTales the Movie: Treasure of the Lost Lamp）（杜兒、路兒和輝兒）
- 101忠狗假期幻想曲 the movie（日语：101匹わんちゃん Go Go! ダルメシアン!!）（幸運）
- 高飛家族（麥斯·高飛）
- 快樂腳2（艾迪克斯）
- 金猴降妖（小孩）
- ¡Mucha Lucha！（英语：¡Mucha Lucha!）（跳蚤〈坎迪·米洛（英语：Candi Milo）〉）
- 森林保衛戰（史派克）
- 花生漫畫（查理·布朗）
  - 一個叫查理布朗的男孩（英语：A Boy named Charlie Brown）
  - 史努比，回家吧（英语：Snoopy, Come Home）
- 彭彭丁滿歷險記（小彭彭）
- 小小湯姆與傑利（提姆）
- 湯姆貓與傑利鼠 (2014年電視動畫)（桂格）

### 特攝影集
1986年
- 大口大口的少爺君（少爺君的聲音）

1990年
- 地球戰隊五人組（犀牛銀的聲音）

1997年
- 超人力霸王傑斯2 超人大戰 光與影（宇宙卡片珍獸電腦卡內貢的聲音）

2008年
- 炎神戰隊轟音者（啼喚哭兒〈小不點〉的聲音）

### 廣播節目
- 動畫托比亞（日语：アニメトピア）（節目主持人〈第3代〉）
- 東京REMIX族（日语：東京REMIX族）（J-WAVE，單元旁白）

### CD
- VIDEO GAME GRAFFITI（日语：ビデオ・ゲーム・グラフィティ）（Pac-Man）
- TWIN SIGNAL（哈莫妮）
- 數碼寶貝大冒險02 最好的夥伴（1）八神太一 & 亞古獸
- 天外魔境 Ziria 自來也隴變 影像的電子蓄音盤（插入歌，以聲優組合「GALLOP[注 5]」名義）
- 美少女戰士Sailor Stars 角色歌曲（日语：美少女戦士セーラームーン セーラースターズ キャラクターソング#セーラースターヒーラー）（夜天光〈水手明星夜天光〉）
- BOOGIE QUEEN
- 銀之勇者（日语：銀の勇者）（魔王）
- 風的旋律（日语：風の旋律 (坂本千夏の曲)）（電視動畫《夢幻遊戲》片尾主題曲）
- SUPER MARIO BROS. SPECIAL

### 旁白
- BOWONDER！動物冒險王（日语：〜どうぶつ冒険バラエティ〜ワンダ!）（東京電視台）
- 得意寵物大檢閱（日语：ペット大行進! ど〜ぶつくん）（東京電視台）
- NHK特集「永不終止的人 宮崎駿」（NHK綜合）

### 廣告
- 消毒碘酒液、OK繃（只在篇配音）廣告短片（炸蝦飯人的聲音）
- 日清食品『日清 杯麵飯』（2013年）－小初
- DIGIMON LINKZ（日语：デジモンリンクス）（亞古獸的聲音）

### 舞台活動
- GALLOP[注 5] （2011年4月24日）
- GALLOP LIVE （2013年4月6日－7日）
- GALLOP LIVE （2015年6月6日－7日）
- GALLOP LIVE （2017年4月22日－23日）

### 其它
- 大搜查線 THE MOVIE 2 封鎖彩虹大橋（日语：踊る大捜査線 THE MOVIE 2 レインボーブリッジを封鎖せよ！）（灣岸太郎的聲音）
- 學研 2年級課程教學 1991年4月號附錄卡式錄音帶（波奇）
- 恐龍戰隊獸連者 Dino錄影帶（Dino君）
- 兒童布偶劇場（日语：こどもにんぎょう劇場）
- 迪士尼「米奇與他的朋友」（杜兒、路兒和輝兒（英语：Huey, Dewey, and Louie））
- 愛知萬博 三菱未來館（日语：三菱未来館）「如果沒有月亮的話」（月）
- 昔話法廷 「三隻小豬上法院」（大野狼媽媽的聲音）
- 福岡縣北九州市主題公園「SPACE WORLD（日语：スペースワールド）」主要角色（幸運兔奧斯華）

## 腳註

## 外部連結
- 坂本千夏｜ARTSVISION （页面存档备份，存于） （日語）